# Ucrania occidental

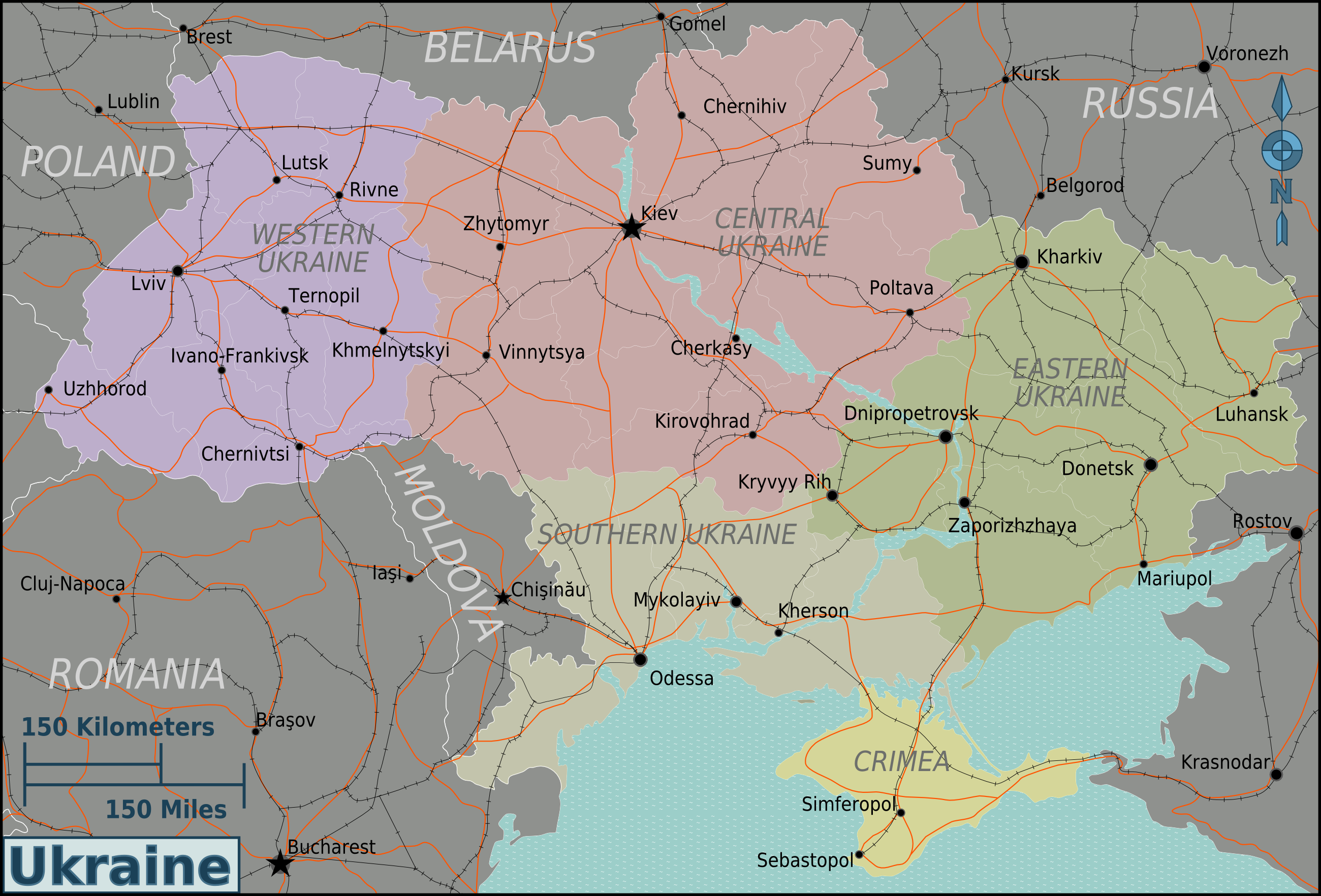
Mapa territorial de Ucrania dividido por regiones

Ucrania occidental o Ucrania del oeste (Західна Україна en ucraniano, transl.: Zájidna Ukrayína) corresponde a la región formada por las provincias occidentales de Ucrania. Las localidades principales son Chernivtsí, Hálych, Ivano-Frankovsk, Jotín, Lutsk y Leópolis entre otras.
El actual sistema de óblasts en la región coincide con la antigua división territorial de la Segunda República Polaca, que existió hasta a invasión soviética de Polonia de septiembre de 1939.  Amparándose en el referéndum de octubre de 1939 en el que la ciudadanía «daba su consentimiento al traspaso del territorio» a la URSS, tras el fin de la Segunda Guerra Mundial, las regiones anteriormente parte de Polonia pasaron a formar parte de la Unión Soviética, dentro de la RSS de Ucrania. Su trasfondo histórico hace única y diferente la región occidental respecto al resto del país.

## División administrativa e histórica
| Óblast (Ucrania) | Población estimada (censo de 2001) (por miles) | Área (km²) | Territorios históricos                                          | Censo de 1931 (Polonia) |
| ---------------- | ---------------------------------------------- | ---------- | --------------------------------------------------------------- | ----------------------- |
| Chernivtsí       | 922,8                                          | 8.097      | Parte del Reino de Rumanía                                      |                         |
| Ivano-Frankivsk  | 1.409,8                                        | 13.900     | Stanisławowskie                                                 | 1.480,3                 |
| Jmelnitski       | 1.430,8                                        | 20.645     | Incorporado a la RSS de Ucrania tras el tratado de Riga en 1921 |                         |
| Leópolis         | 2.626,5                                        | 21.833     | Nordeste de Lwowskie                                            | (tot.) 3.126,3          |
| Rivne            | 1.173,3                                        | 20.047     | Condados de Równe, Kostopol y Sarny                             | 593,7                   |
| Ternópil         | 1.142,4                                        | 13.823     | Tarnopolskie                                                    | 1.533,5                 |
| Volinia          | 1.060,7                                        | 20.144     | Medio oeste de Wołyńskie                                        | (tot.) 2.085,6          |
| Transcarpacia    | 1.258,3                                        | 12.777     | Rutenia subcarpática                                            |                         |
| Total            | 11.024,6                                       | 131.266    |                                                                 |                         |

## Historia
A diferencia del resto de Ucrania, la mayor parte de los óblast no pertenecieron al Imperio ruso. Es el único territorio donde la unidad administrativa se denomina por sus regiones históricas desde hace siglos en lugar de los centros administrativos que se usan de manera común por el resto del país. La zona suroccidental formó parte del Imperio austrohúngaro tras las particiones de Polonia. El área septentrional de las localidades de Lutsk y Rivne fueron anexionadas al Imperio ruso en 1795 tras la tercera y última partición de Polonia, territorio que sufrió represiones y donde se produjeron deportaciones en masa aparte de los levantamientos de Enero y de Noviembre. Por el contrario, la desfragmentación austriaca (actuales provincias de Leópolis e Ivano-Frankivsk) fue más pacífica tras llegar a un acuerdo de indemnización por la pérdida de los territorios. En los años venideros, Austria-Hungría fue partidaria de la existencia de un cuerpo político ucraniano en contraste con la cultura polaca de la región de Galitzia. La mitad meridional permaneció bajo el mandato de la administración austro-húngara hasta los inicios de la I Guerra Mundial en 1918.

### Periodo de entreguerras y Segunda Guerra Mundial
Tras la caída de la República Popular Ucraniana en 1918 en la Guerra ucraniano-soviética de 1921, Ucrania occidental quedó dividida tras el Tratado de Riga firmado por Polonia, Checoslovaquia, Hungría y la Unión Soviética. Los soviéticos se hicieron con el control de prácticamente el territorio oeste y de la frontera oriental con Polonia. En el periodo de entreguerras, la mayor parte del territorio de la actual Ucrania occidental pasó a formar parte de la II República de Polonia mientras que Bucovina y los Cárpatos ucranianos se repartieron entre Rumanía y Checoslovaquia.
Durante la Operación Barbarroja por parte de la Alemania Nazi, la región pasó a formar parte del III Reich siendo dividido en dos partes: la sureña fue incorporada en el distrito de Galitzia el 1 de agosto de 1941 (por orden de Adolf Hitler: Documento N.º 1997-PS del 17 de julio de 1941) y administrada por la comandancia de Chełm, oeste del Gobierno General, mientras que el norte fue una administración autónoma del Reichkommisariat con capital en Rivne. Ninguna de las dos estaban conectadas políticamente. Por otra parte Bucovina acabó bajo dominio del Reino de Rumanía, entonces estado títere de la Alemania Nazi. Tras el fin de la Segunda Guerra Mundial]] con la consecuente derrota del Gobierno alemán, todos los territorios ocupados volvieron a la RSS de Ucrania.

## Idioma
El ucraniano es el idioma vehicular de la región aunque en las escuelas también se enseña ruso y otros idiomas minoritarios como materia escolar. No obstante el uso del ruso es minoritario y no cuenta con el respaldo de la mayoría de la población. La población es una amagalma de ucranianos ortodoxos, ucranianos greco-católicos, polacos, húngaros y rumanos, con una fuerte vinculación histórica y afectiva con Europa central, debido a la unión secular con Polonia y la Monarquía de los Habsburgo.

## Religión
La mayor parte de la población está ligada al rito bizantino al igual que en el resto del país. En tiempos de la Unión Soviética, la religión fue proscrita y perseguida por lo que a día de hoy tiene un papel influyente en la sociedad. En las provincias de Galitzia la religión predominante es la greco católica mientras que en las regiones de Volinya, Bucovina y Transcarpatia prevalece la ortodoxa. En las demás regiones ucranianas las propiedades de la Iglesia y el clero depende del Patriarcado de Moscú, mientras que en las provincias occidentales son más afines a la Iglesia ortodoxa de Ucrania.

## Política
Tienden a ser partidarios del nacionalismo ucraniano siendo claros opositores al gobierno del Kremlin y de los partidos prorrusos del país. La mayor parte del electorado del oeste votó «sí» a la independencia de Ucrania de 1991 al igual que el resto del país. Según una encuesta realizada por el Instituto Sociológico Internacional de Kiev, un 0,7 % de la población declaró estar a favor de la unión con Rusia mientras que a nivel nacional era de un 12,5 %.
La región occidental es el bastión principal de los partidos proucranianos y proeuropeos como Nuestra Ucrania y Batkivshchyna.